# Jesus He Knows Me
Jesus He Knows Me – piosenka rockowa zespołu Genesis, wydana w 1992 roku jako singel promujący album We Can’t Dance.

## Treść i powstanie
Piosenka krytykuje teleewangelizm. Powstała w okresie, gdy kilku znaczących teleewangelistów było uwikłanych w skandale. Jimmy Swaggart został dwukrotnie przyłapany z prostytutką, Robert Tilton i Benny Hinn byli objęci dochodzeniem w związku z obiecaniem słuchaczom korzyści majątkowych w zamian za przesłanie pieniędzy, a Jim Bakker został skazany za oszustwo i oskarżony o molestowanie seksualne. Szczególnym obiektem krytyki autora tekstu – Phila Collinsa – był jednakże Ernest Angley, który w swoim programie „The Ernest Angley Hour” propagował uzdrawianie wiarą i ewangelię sukcesu. Utwór zarzuca teleewangelistom nieszczerość w relacjach rodzinnych oraz krytykuje ich hipokryzję.
Autorem tekstu jest Collins, ale piosenkę napisał wspólnie z Tonym Banksem i Mikiem Rutherfordem. Banks wyznał, że kiedy zobaczył po raz pierwszy w amerykańskiej telewizji kaznodziejów, myślał, że to program rozrywkowy i dopiero po jakimś czasie zorientował się, że to wszystko dzieje się naprawdę. Utwór powstał w ten sposób, iż początkowo Collins grał szybko na perkusji, a Banks zagrał sekwencję akordów. Najpierw powstała środkowa część piosenki, intro zaś wymyślono później.
Przed powstaniem tekstu utwór nosił tytuł „Do the New Thing”.
W wersji koncertowej piosenka pojawiła się również na longplayu „The Way We Walk, volume One: The Shorts" wydanym w roku 1992; nagranie pochodzi z 11 lipca 1992 w Hanowerze i posiada, w porównaniu do wersji studyjnej, bardziej rozbudowaną część instrumentalną pod koniec utworu, co wydłużyło czas jej trwania o ok. minutę. 

## Teledysk
Do piosenki powstał teledysk, wyreżyserowany przez Jima Yukicha. W klipie Collins odgrywa rolę teleewangelisty, żyjącego jak milioner. Ponadto w rolę teleewangelistów wcielili się Banks i Rutherford. Collins próbuje przekonać widzów swojego programu, aby zebrali oni kwotę osiemnastu milionów dolarów, co kończy się sukcesem, a w ostatniej minucie na planie programu spadają pieniądze. We fragmencie teledysku teleewangeliści pojawiają się przy basenie w towarzystwie pięknych kobiet, co miało być nawiązaniem do klipów z udziałem Davida Lee Rotha. W trakcie klipu przez chwilę pojawia się także tablica z napisem „Genesis 3:25”. Jakkolwiek jest to nawiązanie do biblijnej numeracji wersetów, to napis nie stanowi odwołania do Księgi Rodzaju (nie istnieje werset 25 rozdziału 3), a do faktu, iż zespół Genesis w 1992 roku istniał od 25 lat i przez większość czasu miał trzech członków. Innym odwołaniem do zespołu był ujawniony w teledysku numer telefonu, na który mogli dzwonić słuchacze: 1-555-GEN-ESIS.
W niektórych południowych stanach USA teledysk nie był dopuszczony do emisji, zaś brytyjska BBC nie emitowała go w programie Top of the Pops.

## Pozycje na listach przebojów
| Lista             | Pozycja | Źródło |
| ----------------- | ------- | ------ |
| Australia         | 56      | [ 6 ]  |
| Austria           | 26      | [ 7 ]  |
| Belgia (Flandria) | 18      | [ 7 ]  |
| Europa            | 28      | [ 8 ]  |
| Francja           | 27      | [ 7 ]  |
| Holandia          | 18      | [ 7 ]  |
| Irlandia          | 22      | [ 9 ]  |
| Kanada            | 10      | [ 10 ] |
| Niemcy            | 13      | [ 7 ]  |
| Nowa Zelandia     | 35      | [ 7 ]  |
| Polska            | 67      | [ 11 ] |
| Stany Zjednoczone | 23      | [ 1 ]  |
| Szwecja           | 38      | [ 7 ]  |
| Wielka Brytania   | 20      | [ 1 ]  |

## Covery i wykorzystanie
Piosenka pojawiła się w filmie Ósmy dzień z 1996 roku. Utwór coverowali m.in. Holly Wilson (2007), Fool Moon (2008), Ray Wilson (2011), Voice Male (2013), Benny Greb (2017), Emil Bulls (2019) i Ghost (2023).